# Cajamar
23°21′23″N 46°52′38″T / 23,35639°N 46,87722°T
Cajamar là một thành phố ở bang São Paulo, Brasil có dân số 63.344 người (năm 2006), mật độ 493,5 người/km² và diện tích là 128 km². Đây là một phần của vùng đô thị Đại São Paulo. Cajamar có khí hậu bán nhiệt đới. Thành phố này được kết nối với tuyến tàu CPTM.

## Thông tin nhân khẩu
Dữ liệu dân số theo điều tra dân số năm 2000
Tổng dân số: 50.761
- Dân số thành thị: 48.084
- Dân số nông thôn: 2.677
- Nam giới: 25.586
- Nữ giới: 25.175

Mật độ dân số (người/km²): 395,33
Tỷ lệ tử vong trẻ sơ sinh dưới 1 tuổi (trên một triệu người): 19,88
Tuổi thọ bình quân (tuổi): 69,21
Tỷ lệ sinh (số trẻ trên mỗi bà mẹ): 2,55
Tỷ lệ biết đọc biết viết: 91,25%
Chỉ số phát triển con người (HDI-M): 0,786
- Chỉ số phát triển con người - Thu nhập: 0,724
- Chỉ số phát triển con người - Tuổi thọ: 0,737
- Chỉ số phát triển con người - Giáo dục: 0,897

(Nguồn: IPEADATA)

## Các thành phố giáp ranh
|                            | Bắc: Jundiaí, Várzea Paulista                  |                                 |
| Tây: Pirapora do Bom Jesus | Cajamar                                        | Đông: Franco da Rocha, Caieiras |
|                            | Nam: São Paulo (Đông-Nam), Santana de Parnaíba |                                 |